# Фрідріх IV фон Від
Фрідріх IV фон Від (нім. Friedrich IV. von Wied; бл. 1518 — 23 грудня 1568) — церковний і державний діяч Священної Римської імперії, 54-й архієпископ Кельна-курфюрст і 26-й герцог Вестфалії в 1562—1567 роках.

## Життєпис
Походив з рейнландського шляхетського роду Рункель-Від. Третій син графа Йоганна III фон Рункеля зу Від-Ізенбурга і Єлизавети фон Нассау-Ділленбург. Народився близько 1518 року в родинному замку Від. Замолоду визначено для нього церковну кар'єру, чому сприяло те, що стрийко Герман V фон Від був архієпископом Кельнським.
1534 року стає пробстом абатства Св. Кассія в Бонні. 1537 року дістав посаду каноніка в Кельнському соборі. 1546 року відмовився від посади пробста в Бонні, ставши членом капітулу Кельнського собору, а 1548 року його було висвячено на хорєпископа. 1549 року стає тезаураром капітулу Кельнського собору. 1558 року досяг посади декана цього собору. 1559 року призначається пробстом базиліки Св.Серватія в Маастрихті.
1562 року обирається архієпископом Кельна. Втім він відмовився підтвердити Символ віри (Professio fidei Tridentina), прийнятий Тридентським собором. Тому не отримав підтвердження свого обрання від папи римського Пія IV. В свою чергу Фрідріха IV фон Віда звинуватили у таємному протестантизмі. Причиною цьому була відмова жорстко боротися у своїх володіннях з прихильниками лютеранства і анабаптизму, чого вимагав соборний капітул. Також фон Від відкинув пропозицію щодо переходу до лютеранства або кальвінізму.
Разом з тим багато зробив для відновлення господарства, покращення фінансової ситуації та зменшення боргів архієпископства.
Стосунки з Папським престолом загострилися після обрання папою римським Пія V. Останній 1567 року закликав імператора Максиміліана II повалити Фрідріха IV фон Віда. Внаслідок чого останній розпочав перемовини з папою щодо своєї відставки, яка сталася 24 жовтня. Невдовзі після цього помер у 1568 році. Поховано в домініканській церкві Кельна. Новим головою архієпархії став Залентін фон Ізенбург.